# Bea Kemer
Bea Kemer (eigentlich Beate Hawickhorst; * 1954 in Bochum) ist eine deutsche Schriftstellerin.

## Leben und Werk
Bea Kemer war unter ihrem bürgerlichen Namen ursprünglich Zivilrichterin, zuletzt als Vorsitzende am Landgericht Berlin, und Mediatorin, in welcher Funktion sie Mitautorin im Fachbuch Konfliktmanagement war. Im September 2012 erschien ihr literarisches Debüt, der Erzählband Starke Bande, im Verlag am Schloss. 2014 gewann sie den 3. Preis des Jubiläumswettbewerbs zum 30-jährigen Bestehen des Autorenforums Berlin e.V. Im selben Jahr folgten eine Mitautorenschaft am Mosaikroman Brandschatz (2014) in der dahlemer verlagsanstalt, im Folgejahr eine Beteiligung an der Anthologie Berlin crime (2015) im Cindigo Verlag. Zudem gab sie 2017 als Mitjurorin die Anthologie Schlamm des Autorenforums Berlin e.V. heraus.
Ihre literarische Heimat fand Bea Kemer danach endgültig in der dahlemer verlagsanstalt. Hier veröffentlichte sie ihren ersten Roman Sollen Wünschen Möglichkeiten (2019), in dem die deutsche Anwältin Amelie Steldter in Indien die Beschädigung am Nationalheiligtum Ganga untersucht. Im Folgejahr war Kemer Mitautorin des Mosaikromans Unterholz (2020). Im Jahr 2022 erschien ihr Roman Membranen, der in der Zeit des Mauerfalls das Leben und die Eheprobleme des Parkinsonforschers Marquard Hütter begleitet.
Zwei Jahre später veröffentlichte Bea Kemer ihren zweiten Kurzgeschichtenband Fast immer ein Weiter (2024). Zuletzt war sie 2024 in der Jury des Wettbewerbs DauerHaft und als Herausgeberin der zugehörigen Anthologie zum 40-jährigen Jubiläum des Autorenforums Berlin e.V. tätig.
Bea Kemer war von 2015 bis 2019 und von 2023 bis zum Ende der Amtszeit 2025 Vorsitzende des Autorenforums Berlin.

## Veröffentlichungen
- Starke Bande, ISBN 978-3-9811064-9-7
- 30 Jahre Anfang, ISBN 978-3-9816959-0-8
- Brandschatz, ISBN 978-3-928832-46-5
- Berlin crime, ISBN 978-3-944251-40-0
- Sollen Wünschen Möglichkeiten, ISBN 978-3-928832-79-3
- Membranen, ISBN 978-3-928832-98-4
- Unterholz, ISBN 978-3-928832-87-8
- Fast immer ein Weiter, ISBN 978-3-949941-04-7
- Konfliktmanagement, ISBN 978-3-7094-0245-0